# Józef Zając
Józef Ludwik Zając (Rzeszów, 14 marzo 1891 – Ottawa, 12 dicembre 1963) è stato un generale e aviatore polacco.
Veterano della prima guerra mondiale dove combatté dapprima nelle Legioni polacche del generale Józef Piłsudski, allora schierate con l'Impero austro-ungarico e poi in quelle dell'esercito imperiale russo con le truppe del generale Józef Haller, al termine del conflitto frequentò l'École Supérieure de Guerre a Parigi, iniziando una brillante carriera militare nelle file del neocostituito esercito polacco. Partecipò alla guerra sovietico-polacca, fu comandante della 23ª Divisione fanteria a Katowice, e poi del V Distretto Militare di Cracovia e del VI Distretto Militare di Leopoli. Nel marzo 1939 succedete al generale Ludomił Rayski come comandante in capo dell'aeronautica militare e della difesa aerea, mantenendolo nel corso della seconda guerra mondiale anche dopo la sconfitta del settembre 1939, operando in Francia e Gran Bretagna. Sostituito da Stanisław Ujejski fu nominato vice comandante del I Corpo d'armata polacco in Scozia. Dal 12 settembre 1942 al marzo 1943 fu vice-comandante delle forze aeree polacche in Oriente, e quando il generale Władysław Anders assunse il comando dell'esercito polacco in Europa, egli diviene vice-comandante dell'esercito polacco nel teatro del Medio Oriente, incarico mantenuto fino al marzo 1943. Dall'agosto dello stesso anno assunse il comando del I Corpo d'armata motorizzato polacco in Scozia, e fino al 1946 ricoprì il ruolo di Ispettore Generale dell'addestramento dell'esercito polacco in Occidente. dopo la fine della guerra non rientrò più in Polonia e si stabilì in Canada

## Biografia
Nacque a Rzeszów il 14 marzo 1891, figlio di Szymon Zając e Izabela Kowalska. Tra il 1901 ed il 1903 frequentò il ginnasio nella sua città natale, prendendo poi il diploma di maturità a Wadowice nel 1909. Si iscrive quindi alla facoltà di filosofia dell'università Jagellonica di Cracovia, e nel 1915 completò gli studi, conseguendo il dottorato in filosofia con una tesi intitolata Der vertikale Schnitt das monokularen Sehraumes
Nel 1912 entra a far parte dell'associazione paramilitare dei fucilieri Strzelec (Związku Strzeleckiego "Strzelec”), dove frequentò il corso per ottenere la qualifica di ufficiale militare.

### La prima guerra mondiale

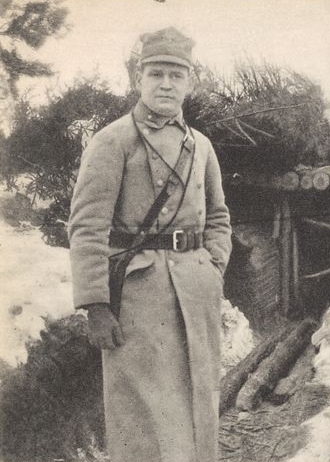
In divisa da capitano della Legione polacca.

Nell'agosto 1914 si unisce alle Legioni polacche del generale Józef Piłsudski, formate sul territorio dell'Impero austro-ungarico, prestando servizio nel 3º Reggimento fanteria, dapprima come comandante di plotone, e poi via via di compagnia, battaglione e reggimento. Nello stesso anno diventa tenente, poi capitano nel 1915 e maggiore nel 1916. Tra il giugno ed il luglio 1917 segue un corso di formazione come ufficiale superiore a Ostrow Mazowiecka. Tra i mesi di luglio e agosto 1917 comanda dapprima il 6°, e poi il 5º Reggimento fanteria (Pułkiem Piechoty) delle legioni polacche. Nel mese di settembre è nominato comandante del 3º Reggimento ausiliario di fanteria polacca a Przemyśl e partecipa alle campagne nei Carpazi, in Bessarabia e in Volinia, rimanendo ferito due volte in azione.
Il 15 marzo 1918 disertò dopo la battaglia di Rarańcza unendosi ai russi, e trasferito in Ucraina, presso la 2ª Brigata del generale Józef Haller, servì come comandante del 15º Reggimento fanteria nel II Corpo d'armata polacco. L'11 maggio dello stesso anno, durante la battaglia di Kaniów, viene catturato dai tedeschi e trasferito prigioniero in Germania, ma riesce a fuggire ed a raggiungere la Francia, dove è promosso tenente colonnello entrando a far parte dell'Armata Blu (Błękitna Armia) del generale Haller.
Nel dicembre 1918 è inviato a Quentin, in Bretagna, per frequentare un corso di aggiornamento per ufficiali, mentre prestava servizio come comandante di un gruppo di fanteria. Al termine del corso, nel gennaio 1919, viene assegnato come aiutante al comandante francese dei campi di addestramento dell'esercito polacco in Francia. Due mesi più tardi assume il comando del Reggimento di formazione della Divisione Istruzione (Dywizji Instrukcyjnej). Dal maggio 1919, dopo il suo arrivo in Polonia, presta servizio come comandante del gruppo scuole di fanteria di Modlin e Rembertów e diviene presidente del Comitato per il Regolamento e l'Interpretazione della Direzione formativa dell'Esercito del generale Haller. Da agosto ad ottobre dello stesso anno è membro del Comitato Centrale del Ministero della formazione militare. Alla fine del mese di ottobre viene mandato a studiare presso l'École Supérieure de Guerre di Parigi, ed al suo ritorno dalla Francia viene immediatamente inviato al fronte durante la Guerra sovietico-polacca. Il 17 agosto 1920 viene nominato capo di stato maggiore del Gruppo Operativo (Grupy Operacyjnej) "Dolna Wisła" appartenente alla 5ª Armata, e poi del Gruppo Operativo Nord appartenente alla 2ª Armata. Dal 10 ottobre 1920 presta servizio come capo di stato maggiore della 3ª Armata.

### Tra le due guerre

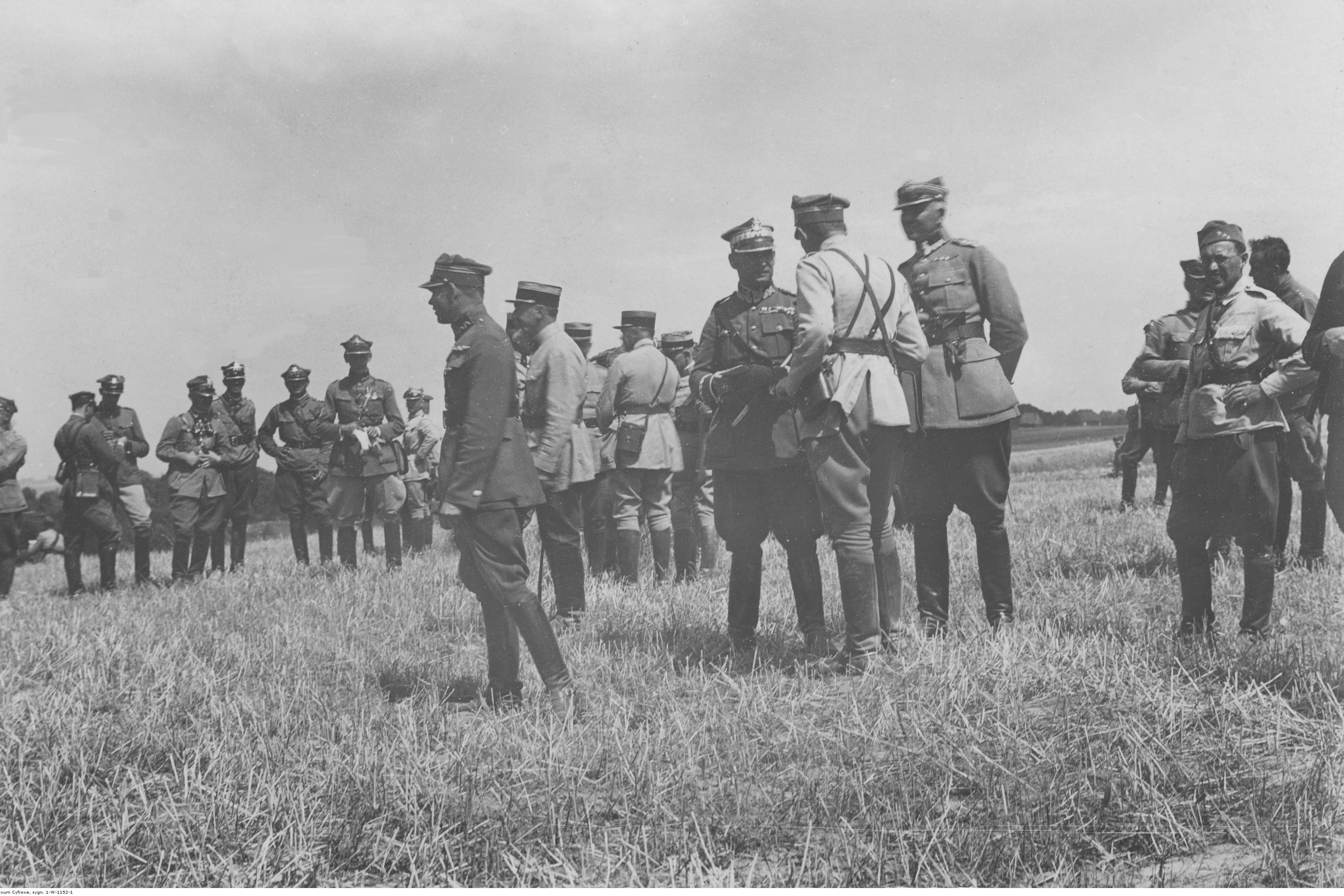
Al comando della 23ª Divisione fanteria di stanza a Katowice, durante una esercitazione.

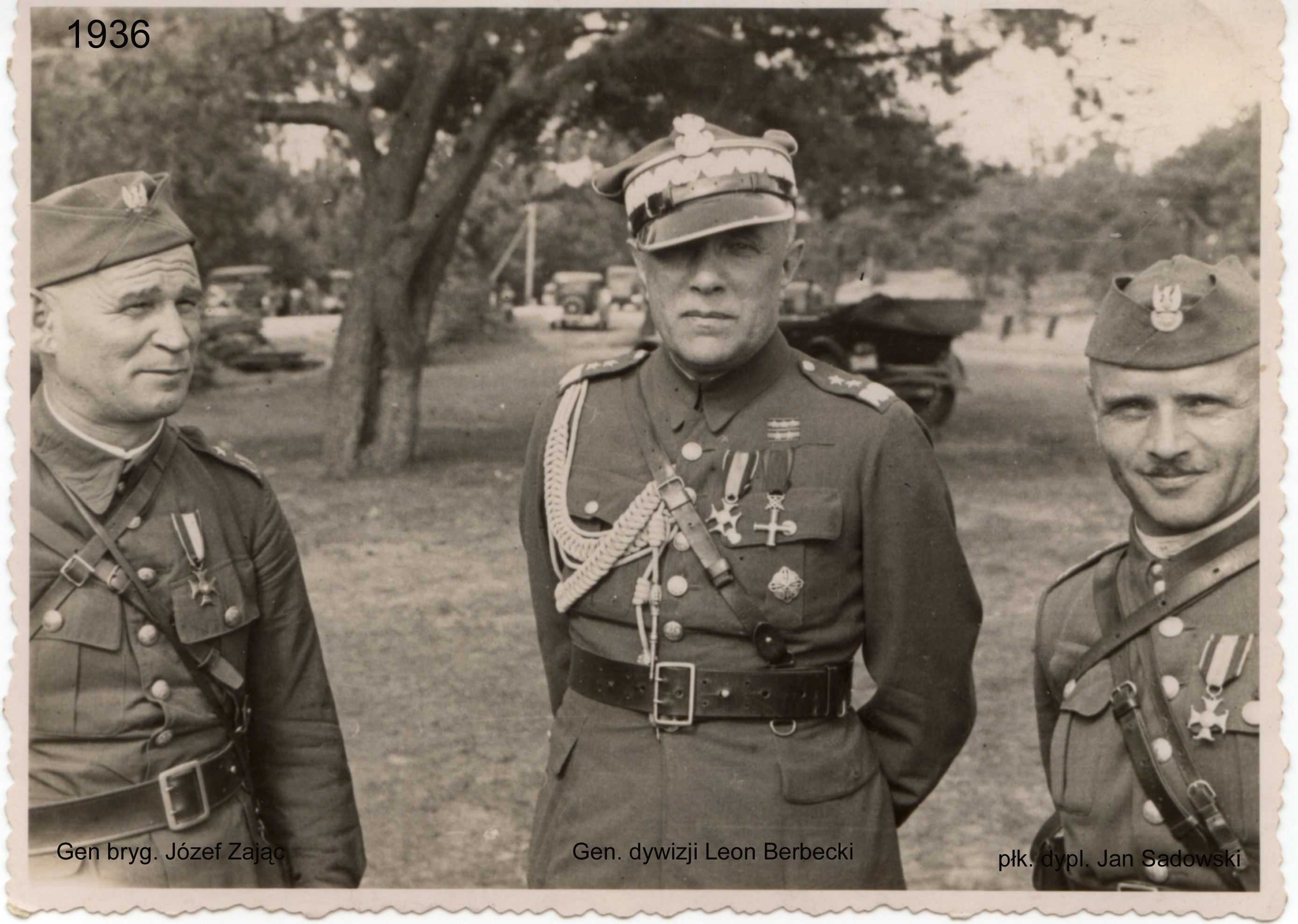
Foto con Leon Berbecki e Jan Jagmin-Sadowski, durante una esercitazione nel 1936.

Nel maggio 1921 diviene ufficiale presso il 2° Ispettorato dello Stato maggiore dell'Esercito diretto dal generale Tadeusz Rozwadowski a Varsavia, e dal 16 gennaio 1922 è capo dipartimento presso lo Stato Maggiore Generale (Sztabu Generalnego).
Nell'aprile 1923 completò il corso di formazione presso l'Accademia Superiore Militare di Varsavia, e nell'ottobre 1924 quello di formazione per ufficiali superiori (colonnelli e generali) a Parigi. Il 1º dicembre 1924 viene promosso al grado di generale di brigata, e il 16 agosto 1925 è nominato Vicecapo di Stato maggiore Generale. Il 12 aprile 1926 assume il comando della 23ª Divisione fanteria a Katowice. Il 27 aprile 1936 diviene comandante del V Distretto Militare di Cracovia, per passare il 20 luglio dello stesso anno al comando del VI Distretto Militare di Leopoli. Dopo la morte del generale Gustaw Orlicz-Dreszer, il 4 agosto 1936 è nominato Ispettore della Difesa Aerea, e dal 5 gennaio 1937 diviene anche comandante della difesa aerea del Ministero degli affari militari (Ministerstwa Spraw Wojskowych). Nel 1937 consegue il brevetto di pilota militare presso l'eskadrze sztabowej di Varsavia, sotto la direzione del capitano Henry Wierszyłły. Il 4 maggio 1939 ottiene il diritto di indossare il distintivo di pilota militare di III classe, volando sui velivoli da collegamento e osservazione RWD-8, PWS-24, Lublin R-XIII e RWD-14 Czapla. 
Nel marzo 1939 succedete al generale Ludomił Rayski come comandante in capo dell'aeronautica militare e della difesa aerea, mentre il generale Kalkus assunse la direzione dell'aviazione militare in tempo di pace. Rayski fu un forte sostenitore della dottrina della superiorità aerea, favorevole a disporre di una potente componente di aerei da caccia, a discapito di quella da bombardamento. Rendendosi conto dell'inadeguatezza della componente di caccia della Lotnictwo Wojskowe, ridusse gli ordini di produzione dei bombardieri PZL.37 Łoś, e fermò lo sviluppo del successivo PZL.49 Miś. Diede priorità alla produzione dei caccia, ordinando i nazionali PZL.50 Jastrząb, PZL P.24P e PZL P.11g Kobuz. Si rivolse anche al mercato estero, ottenendo la fornitura di 120 Morane-Saulnier MS.406, 14 Hawker Hurricane e 1 Supermarine Spitfire per valutazione. Purtroppo l'avvicinarsi della guerra con la Germania nazista impedì l'attuazione dei suoi piani di rafforzamento. Nella primavera del 1939, coadiuvato dal generale Władysław Jan Kalkus, riorganizzò l'aviazione militare, creando una Brigata caccia, destinata a difendere Varsavia, ed una Brigata Bombardieri, tutte e due direttamente dipendenti dall'Alto Comando dell'aviazione. Inoltre assegnò una propria componente aerea ad ognuna delle sei armate dell'esercito, più una al Gruppo indipendente "Narew". All'inizio dell'estate 1939 la Luftwaffe iniziò a condurre missioni di ricognizione clandestine sul territorio polacco, utilizzando i veloci bombardieri Dornier Do 17. Nel tentativo di contrastare tali intrusioni egli costituì pattuglie di caccia in volo, posizionandole vicino agli obiettivi sensibili. Purtroppo l'inadeguatezza dei velivoli polacchi emerse subito, nessuno del PZL P.11 impiegati riuscì mai ad intercettare gli intrusi.

### La seconda guerra mondiale

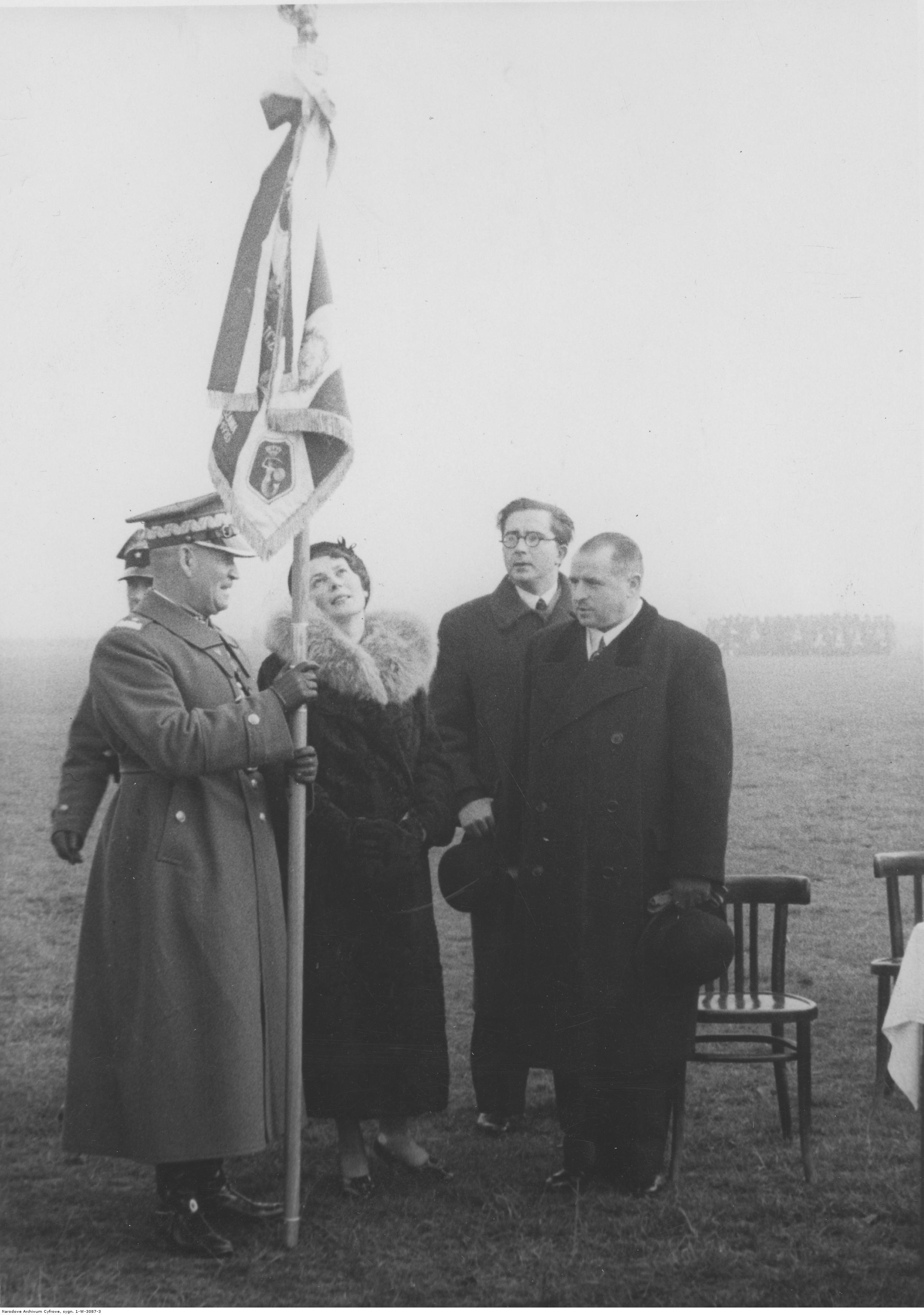
Foto del 1938 con il sindaco di Varsavia Stefan Starzyński.

Il 1º settembre 1939 la Germania attaccò la Polonia, e nonostante la strenua resistenza delle forze armate polacche in breve tempo, con l'aiuto dell'Unione Sovietica, la conquistò quasi totalmente. Verso la fine del mese di settembre la sconfitta polacca apparve ormai chiara ed egli fuggì in Francia, attraverso la Romania, dove il 6 ottobre dello stesso anno gli vennero affidate le funzioni di comandante del trasporto e della difesa aerea. Il 4 gennaio 1940 venne costituita in Francia la Polskie Siły Powietrzne we Francji, di cui Zając divenne comandante il 22 febbraio dello stesso anno.
Dopo la sconfitta della Francia, negli ultimi giorni del giugno 1940, assieme a molti altri aviatori polacchi, viene evacuato in Gran Bretagna, e si imbarcò nel porto di Bayonne, sulla nave di linea MS Batory, raggiungendo il porto di Plymouth il 1º luglio. Al suo arrivo in Gran Bretagna viene sostituito dall'incarico di comandante dell'aviazione da Stanisław Ujejski. Nel settembre 1940 è nominato vice comandante del I Corpo d'armata polacco in Scozia. Un anno dopo assume il comando dell'esercito polacco nel Medio Oriente. In tale veste, nell'aprile 1942, si reca in visita ufficiale a Teheran per incontrare i profughi polacchi che stavano lasciando l'Unione Sovietica dopo il periodo di internamento e prigionia conseguente all'invasione della Polonia del 1939. In quell'occasione stabilisce cordiali rapporti con il Ministro della Guerra persiano, Amanullah Jahanbani, scoprendo che prima della guerra avevano studiato insieme presso l'École Supérieure de Guerre di Parigi. Tale rapporto contribuì molto a migliorare all'assistenza fornita dai persiani ai profughi polacchi presenti in Iran Il 3 maggio 1942 viene promosso al grado di generale di divisione.
Dopo il trasferimento del neocostituito esercito polacco in Unione Sovietica verso il Medio Oriente, dal 12 settembre 1942 al marzo 1943 fu vice-comandante delle forze aeree polacche in Oriente. Quando il generale Władysław Anders assunse il comando dell'esercito polacco in Occidente, egli diviene vice-comandante dell'esercito polacco nel teatro del Medio Oriente, incarico mantenuto fino al marzo 1943. Dall'agosto dello stesso anno assunse il comando del I Corpo d'armata motorizzato polacco in Scozia, e fino al 1946 ricoprì il ruolo di Ispettore Generale dell'addestramento dell'esercito polacco in Occidente.

### La vita nel dopoguerra

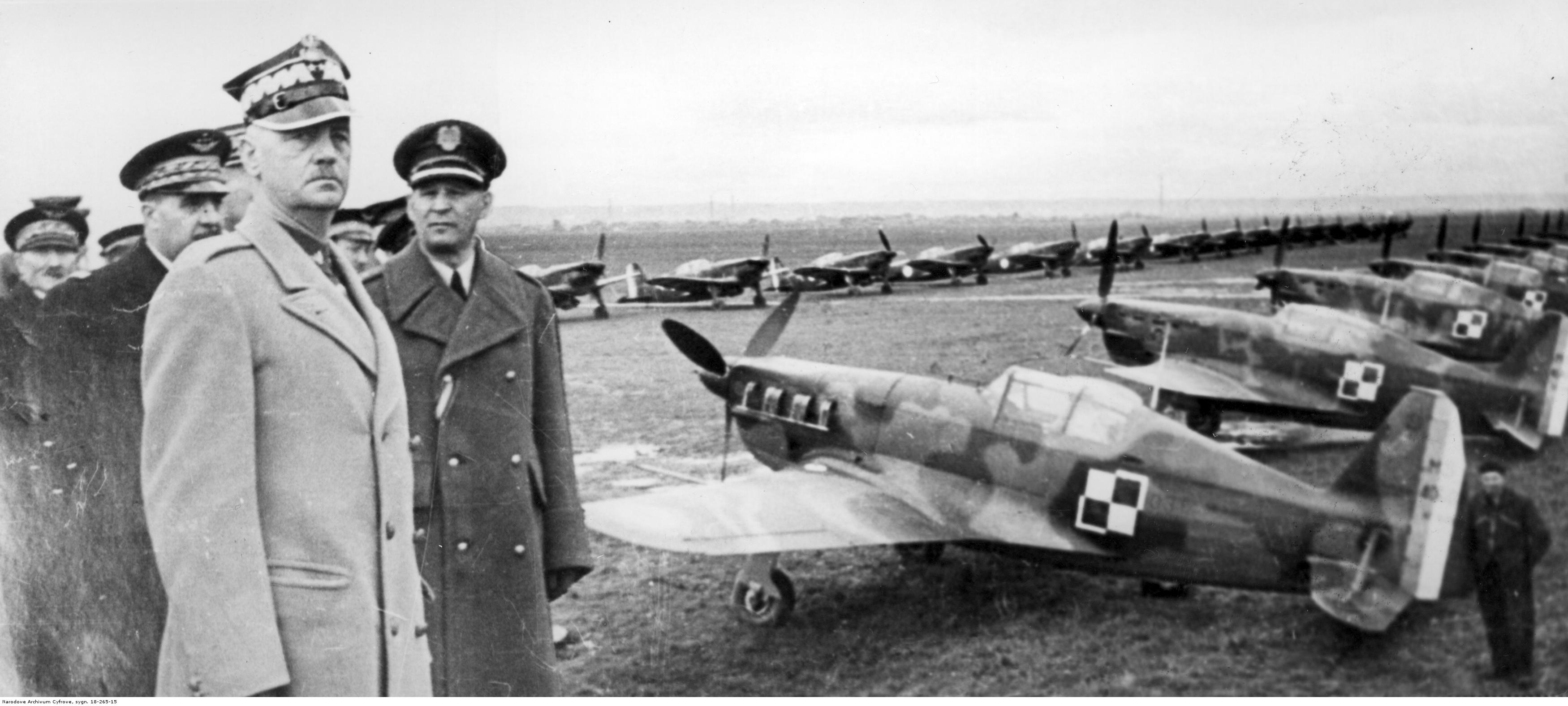
Foto con il generale Wladislaw Sikorski sul campo d'aviazione di Lyon-Bron nel 1940.

Dopo la smobilitazione conseguente alla fine della seconda guerra mondiale scelse di non tornare in Polonia, nel frattempo divenuta un paese dell'orbita sovietica. Si stabilì ad Edimburgo, dove conseguì un altro dottorato di ricerca in filosofia nel 1951. Dopo la laurea lavorò nel mondo accademico, insegnando presso l'Università di Edimburgo fino al 1957. Nel 1954 effettuò un viaggio di ricerca negli Stati Uniti, dove tenne conferenze in diverse università. Pubblica diversi lavori, opere accademiche nel campo della psicologia e della scienza militare, i suoi lavori apparvero su riviste scientifiche inglesi e straniere (British Journal of Psychology, American Journal of Psychology), e dopo il 1956 anche polacche (Przegląd Psychologiczny, Estetyka). Nel 1957 si trasferì con la famiglia in Canada, dove si spense ad Ottawa il 12 dicembre 1963 dopo una breve malattia. Il suo corpo viene sepolto nel cimitero di Notre Dame.
Negli ultimi anni della sua vita curò molto la preparazione del suo libro di memorie di guerra Dwie wojny, pubblicato a Londra in due volumi. Sposato con Janiną Szymańskich, la coppia ebbe due figli, John e Barbara. In suo onore la Brygada 21 Strzelców Podhalańskich (21ª Brigata fucilieri) dell'esercito polacco, basata a Jarosław, porta il suo nome.

## Pubblicazioni
- Badania nad wytwarzaniem się mechanizmów skojarzeń, Kraków 1913
- Słownik taktyczny francusko-polski, Warszawa 1919
- O podstawach karności wojskowej, Warszawa 1922
- Szkolenie taktyczne dowódców, Warszawa 1935
- Z problematyki widzenia przestrzennego, Poznań 1959, 1961.
- Dwie wojny: Mój udział w wojnie o niepodległość iw obronie powietrznej Polski, volume 1, London, 1964
- Dwie wojny: W Szkocji i na Środkowym Wschodzie, volume 2, London 1967.

### Annotazioni
1. ↑  Tale associazione paramilitare era stata costituita nel 1910.

### Fonti
1. 1 2 3 4 5 6 7 8 9 10 11 12 13  Generals.
2. 1 2 3 4 5 6 7 8 9 10 11 12 13 14 15 16  Dzieje.pl.
3. ↑  (PL) Kronika. Wiadomości osobiste, in Głos Rzeszowski, n. 1, 25 dicembre 1915,  p. 4.
4. ↑  Bulletin de l'Académie des Sciences de Cracovie. Classe des Sciences Mathématiques et Naturelles. Série B: Sciences Naturelles. 1911.
5. ↑  Lettera del maggiore Józef Zając al comando delle legioni polacche del 1 agosto 1917 dopo aver assunto il comando del 5º Reggimento di fanteria dell'esercito polacco.  Centralne Archiwum Wojskowe, sygn. I.120.1.368 s. 364 .
6. ↑  Dziennik Personalny Ministerstwa Spraw Wojskowych Nr 16 z 12 kwietnia 1926 roku, s. 108.
7. ↑  Polska Zbrojna Nr 212 z 4 sierpnia 1936 roku, s. 1.
8. 1 2 3  Cynk 1998, p. 54.
9. ↑  Cynk, Jerzy B. History of the Polish Air Force 1918-1968. Reading, Berkshire, UK: Osprey Publishing Ltd., 1972. ISBN 0-85045-039-X.
10. ↑  Cynk 1998, p. 55.
11. ↑  Cynk 1998, p. 56.
12. 1 2 3 4  Koniarek, Dr. Jan P. Polish Air Force 1939-1945, Squadron/Signal Publications, Inc., Carrollton, Texas, 1994. ISBN 0-89747-324-8.
13. ↑  Cynk 1998, p. 65.
14. ↑  Cynk 1998, p. 66.
15. 1 2 3  Cynk 1998, p. 70.
16. ↑  Cynk 1998, p. 94.
17. ↑  Penske, Michael Alfred. The Polish Underground Army, the Western Allies, and the Failure of Strategic Unity in World War II. McFarland & Company Inc., Jefferson, North Carolina, 2005. ISBN 0-7864-2009-X.
18. ↑  Cynk 1998, p. 95.
19. ↑  Cynk 1998, p. 151.
20. ↑  Cynk 1998, p. 153.
21. 1 2  Faruqi, Anwar. Forgotten Polish Exodus to Iran. Washington Post. 23 november 2000.
22. ↑  Kunert, Andrzej K. Polacy w Iranie 1942-45. Vol IROPWi M., Warsawa. 2002.